# Hrant Dink
Fırat Hrant Dink (Armeens: Հրանդ Տինք) (Malatya, 15 september 1954 – Istanboel, 19 januari 2007) was een Turkse journalist van Armeense komaf die door een moordaanslag om het leven kwam. Schutter Ogun Samast, minderjarig ten tijde van zijn daad, werd veroordeeld tot een gevangenisstraf van bijna 23 jaar. Yasin Hayal werd door de rechtbank veroordeeld tot levenslang, omdat hij een tiener heeft aangezet tot de moord.

## Biografie
Hij studeerde zoölogie aan de universiteit van Istanbul alsmede enige tijd filosofie. Sinds 1996 was hij verbonden aan de Armeens-Turkse krant Agos waarvan hij hoofdredacteur en columnist was.
Dink bracht in Turkije nadrukkelijk de Armeense Genocide uit 1915 onder de publieke aandacht. Verder kwam hij op voor de belangen van de Armeniërs in Turkije en trachtte hij de democratie te bevorderen.
Daar de Armeense Genocide officieel door Turkije wordt ontkend viel zijn optreden in dat land niet in goede aarde. Zijn afwijkende mening werd opgevat als een belediging van het Turkendom en dientengevolge werd hij strafrechtelijk vervolgd en in 2006 tot een half jaar voorwaardelijke gevangenisstraf veroordeeld.

## Prijs
Voor zijn werkzaamheden ontving Hrant Dink in december 2006 te Den Haag de Oxfam Pen Award.

## De moord
Hij had veel bedreigingen te verduren van zeer nationalistisch ingestelde Turken. Uiteindelijk werd hem dit fataal. Begin 2007 werd Hrant Dink op 52-jarige leeftijd overdag voor zijn kantoor neergeschoten en overleed ter plekke. De Turkse premier Erdogan veroordeelde de moordaanslag. Zijn gewelddadige dood bracht internationaal veel beroering teweeg. De dag na zijn overlijden betoogden duizenden personen in Istanbul tegen zijn dood. Een rechtbank in Istanbul heeft de schutter Ogun Samast tot 23 jaar cel veroordeeld. In 2012 kreeg Yasin Hayal levenslange gevangenisstraf voor het aanzetten tot de moord.

## De begrafenis
Toen hij begraven werd, liepen er ruim honderdduizend mensen mee in de optocht van het kantoor van Agos naar de Armeens-orthodoxe kerk waar de uitvaart uiteindelijk gehouden werd. Hoewel Dinks familie had laten weten niet te willen dat de begrafenis in een demonstratie zou uitmonden, riepen sommige deelnemers aan de acht kilometer lange tocht verschillende leuzen die verwezen naar de wet op grond waarvan Dink was vervolgd. Dink werd ter aarde besteld op de Armeense begraafplaats in Istanbul. De Armeense onderminister van buitenlandse zaken Arman Kirakosian woonde de plechtigheid op uitnodiging van de Turkse regering bij, evenals het hoofd van de Armeense kerk in New York, Hajak Barsamyan. Dit is bijzonder, omdat Turkije geen diplomatieke betrekkingen met Armenië onderhield.

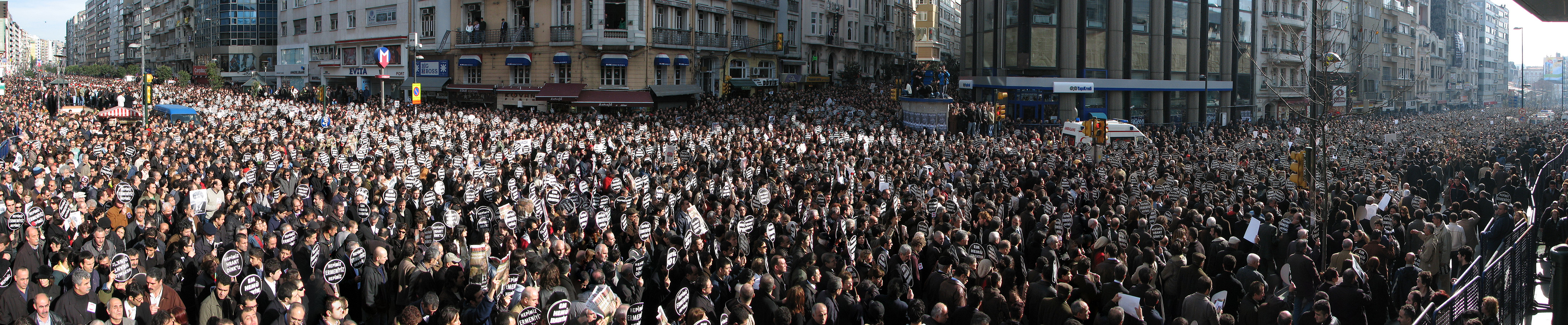
Meer dan 100.000 mensen demonstreren bij de begrafenis. Velen dragen borden met de leuzen "We zijn allemaal Hrant Dink" en "We zijn allemaal Armeniërs" in het Armeens, Turks en Koerdisch

## Moordenaar
De Turkse autoriteiten pakten op 19 januari 2007 drie mensen op op verdenking van betrokkenheid bij de moord op Hrant Dink. Eerder had de politie al twee anderen opgepakt, maar die waren na verhoor vrijgelaten. Op 21 januari werd wereldkundig gemaakt dat de 17-jarige Ogün Samast uit Trabzon had bekend de moordaanslag te hebben gepleegd. Zijn vader had hem aangegeven nadat hij hem op beveiligingsbeelden had herkend. Zes van zijn vrienden werden ook gearresteerd. Samast zou tot zijn daad zijn gekomen doordat hij op het internet had gelezen dat Dink zou hebben gezegd dat "Turks bloed smerig is".

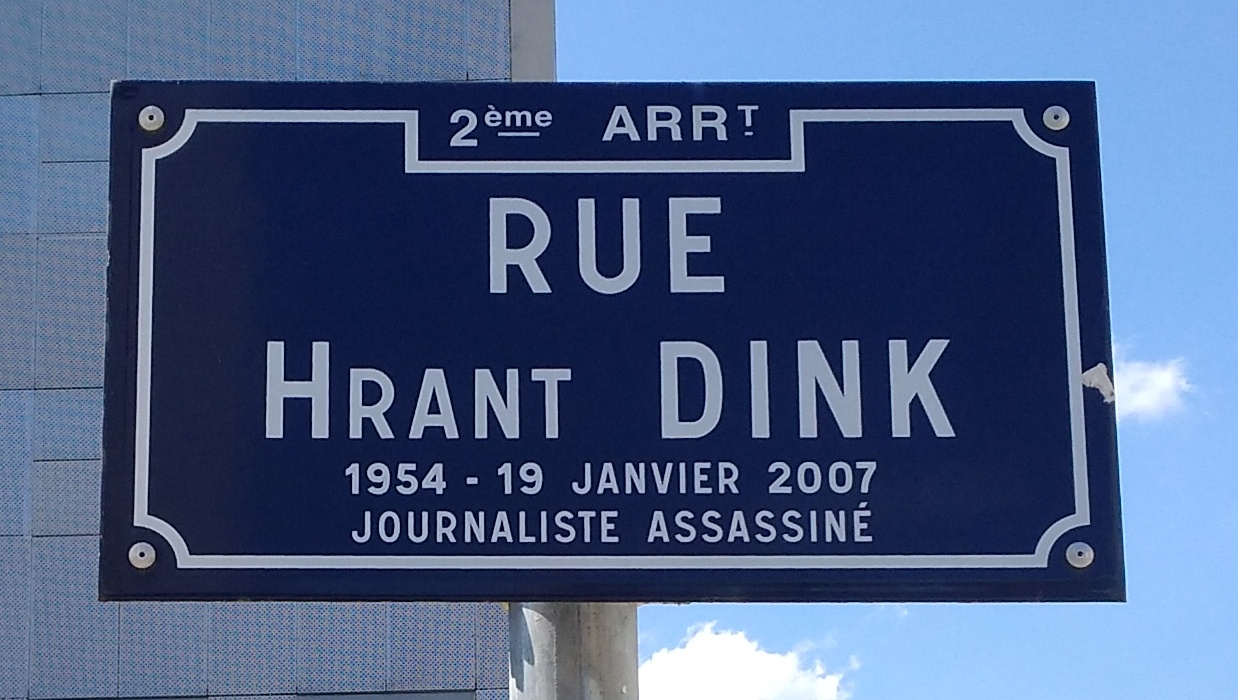
In het Franse Lyon werd een straat naar Hrant Dink genoemd.

- Bibliothèque nationale de France: cb15555330q (data)
- Gemeinsame Normdatei: 132576562
- International Standard Name Identifier: 0000 0000 4448 3199
- Library of Congress Control Number: nb2008005009
- Nationale Bibliotheek van Tsjechië: jo2017966810
- Nationale Bibliotheek van Israël: 987007346996905171
- Nederlandse Thesaurus van Auteursnamen: 34082039X
- Système universitaire de documentation: 11650224X
- Virtual International Authority File: 61864565
- WorldCat: E39PBJxcVW76HkvJVh44xr6dwC